# 散壽司

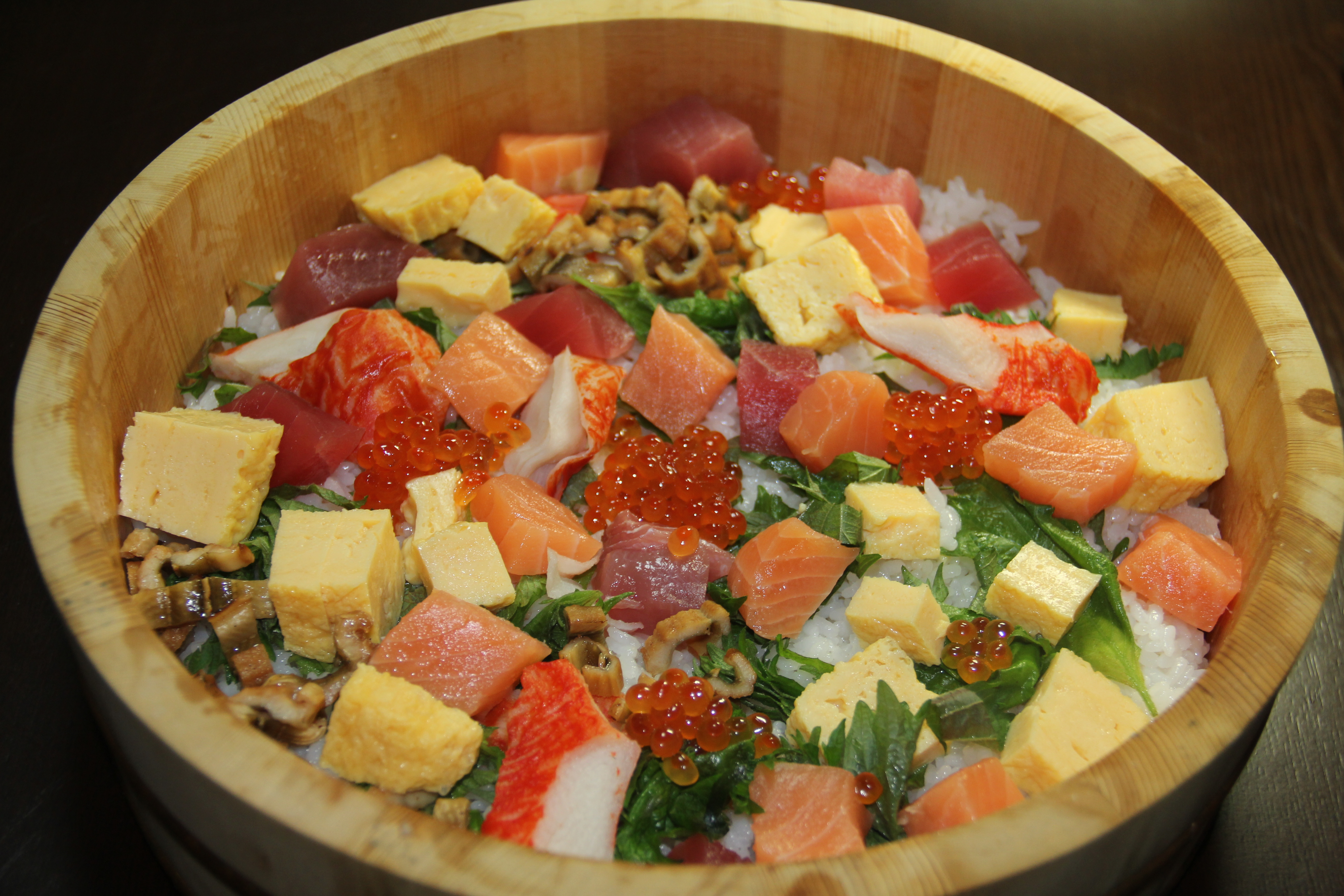
散壽司

散壽司（日语：ちらし寿司/散らしずし），是壽司的一種，是將各式各樣的食材置於一碗壽司飯（醋飯）上。選用的食材包括各種常用來做壽司的生魚、熟魚、魚子、海鮮、蛋、海苔、蔬菜等等，切成碎丁。通常搭配醬油和山葵食用。與生魚片蓋飯類似，但蓋飯通常使用沒有拌入醋的熱白飯。
散壽司的由來據說是壽司店為了不要浪費零餘的食材，把所有用剩的食材鋪在飯上。